# Nanthakumar Kaliappan
Nanthakumar Kaliappan (Perak, Malasia, 13 de octubre de 1977) es un exfutbolista de Malasia que jugaba en la posición de centrocampista.

## Carrera

### Club
| Periodo   | Club               | Apariciones | Goles |
| --------- | ------------------ | ----------- | ----- |
| 1998–2004 | Perak FA           | 89          | 5     |
| 2005      | MPPJ Selangor FC   | 7           | 0     |
| 2006–2008 | Perak FA           | 41          | 2     |
| 2008–2010 | Selangor FA        | 22          | 2     |
| 2010–2012 | Perak FA           | 31          | 1     |
| 2013      | Kelantan FA        | 7           | 0     |
| 2014      | Negeri Sembilan FA | 17          | 0     |
| 2015–2017 | MISC-MIFA          | 33          | 1     |

### Selección nacional
Jugó para Malasia en 36 ocasiones de 2002 a 2010 y participó en la Copa Asiática 2007.

## Logros
Perak FA
- Liga Perdana 1: 2002, 2003
- Malaysia FA Cup: 2004
- Malaysia Cup: 1998, 2000
- Piala Sumbangsih: 1999

Selangor FA
- Malaysia Super League: 2009
- Malaysia FA Cup: 2009
- Piala Sumbangsih: 2009

MISC-MIFA
- Malaysia FAM Cup: 2016